# Брод
Вижте пояснителната страница за други значения на Брод.
Брод е естествена форма на подводния релеф, представляваща плитко място, където може да се премине между части от сушата през водата без плаване (в река, ручей, езеро или проток). 
В миналото около бродовете често възникват селища и затова името брод се носи от много населени места в славяноговорещите държави (вижте Брод, Броди, Бродец). Същото важи и за съответствията му в други езици: немският когнат фурт (Франкфурт, Ерфурт, Клагенфурт, Щайнфурт), английският форд (Оксфорд, Стратфорд), еврейският Вифавара́ (място за брод) и така нататък.